# Campus Bromma

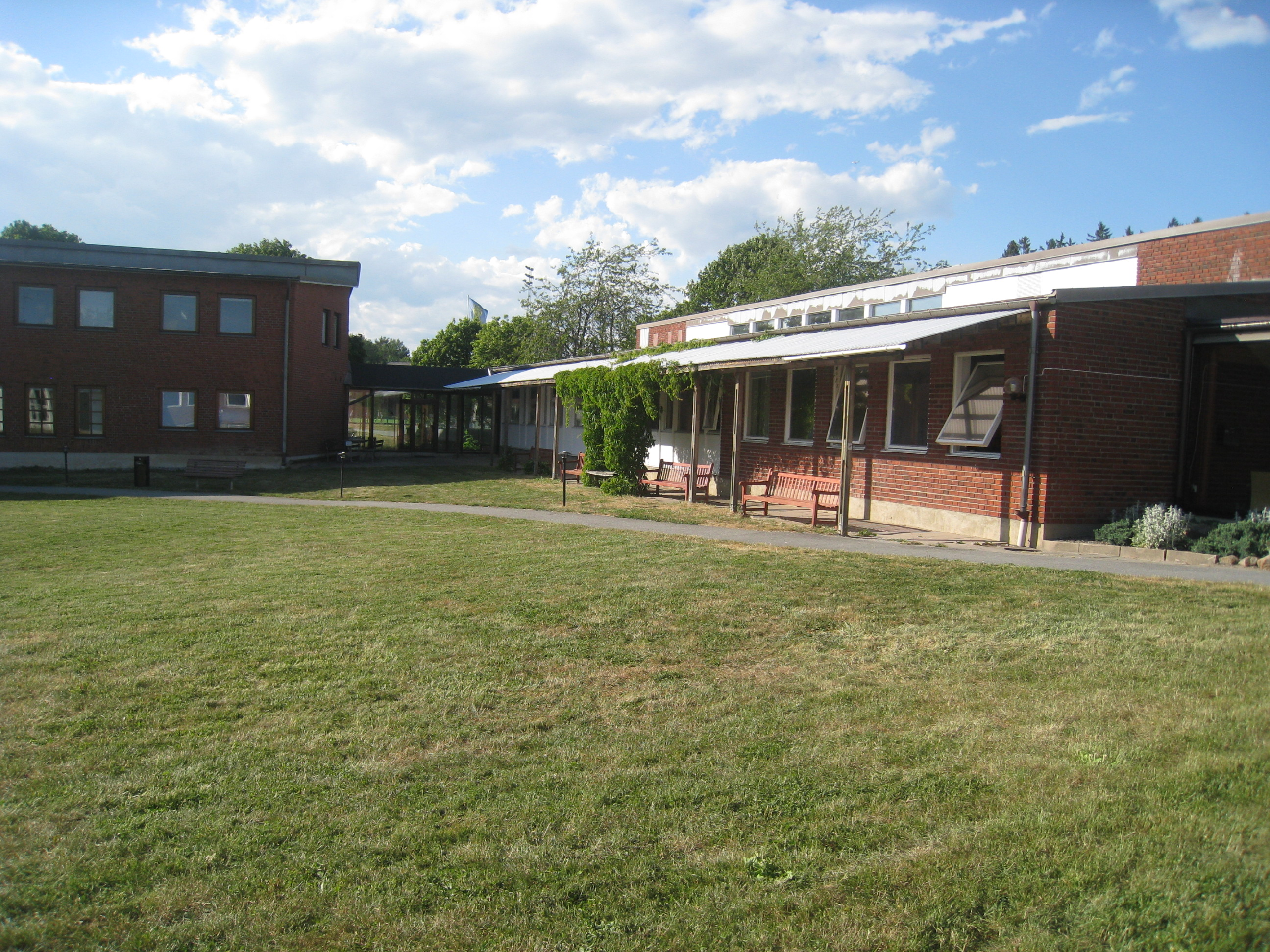
Campus Bromma, vy av skolbyggnaden från den inre gården vid Åkeshovsvägen 29 i Nockebyhov i Bromma.

Campus Bromma är ett campusområde med ett ekumeniskt bildningscentrum vid Åkeshovsvägen 29 i Nockebyhov i Bromma i Västerort, Stockholm. På området finns verksamheten för Enskilda högskolan Stockholm (EHS) och för Bromma folkhögskola.
Inom området vid Campus Bromma på Åkeshovsvägen 29 i Nockebyhov finns även en mottagning för S:t Lukas Bromma. S:t Lukas är en idéburen organisation med professionella mottagningar för psykoterapi, handledning och utbildning över hela Sverige. Mottagningen öppnades 1992 på Ekerö, men flyttade 2005 till större lokaler i Bromma.
Campusområdet har fastighetsbeteckningen Mattan 6. Vid Teologiska högskolan Stockholm bedrivs universitets- och högskoleundervisning. Numera använder man campus även för områden som inte omfattas av akademisk verksamhet, såsom vid Bromma folkhögskola. Vid Campus Bromma utbildar sig omkring drygt 600 studenter och 200 vuxenelever.

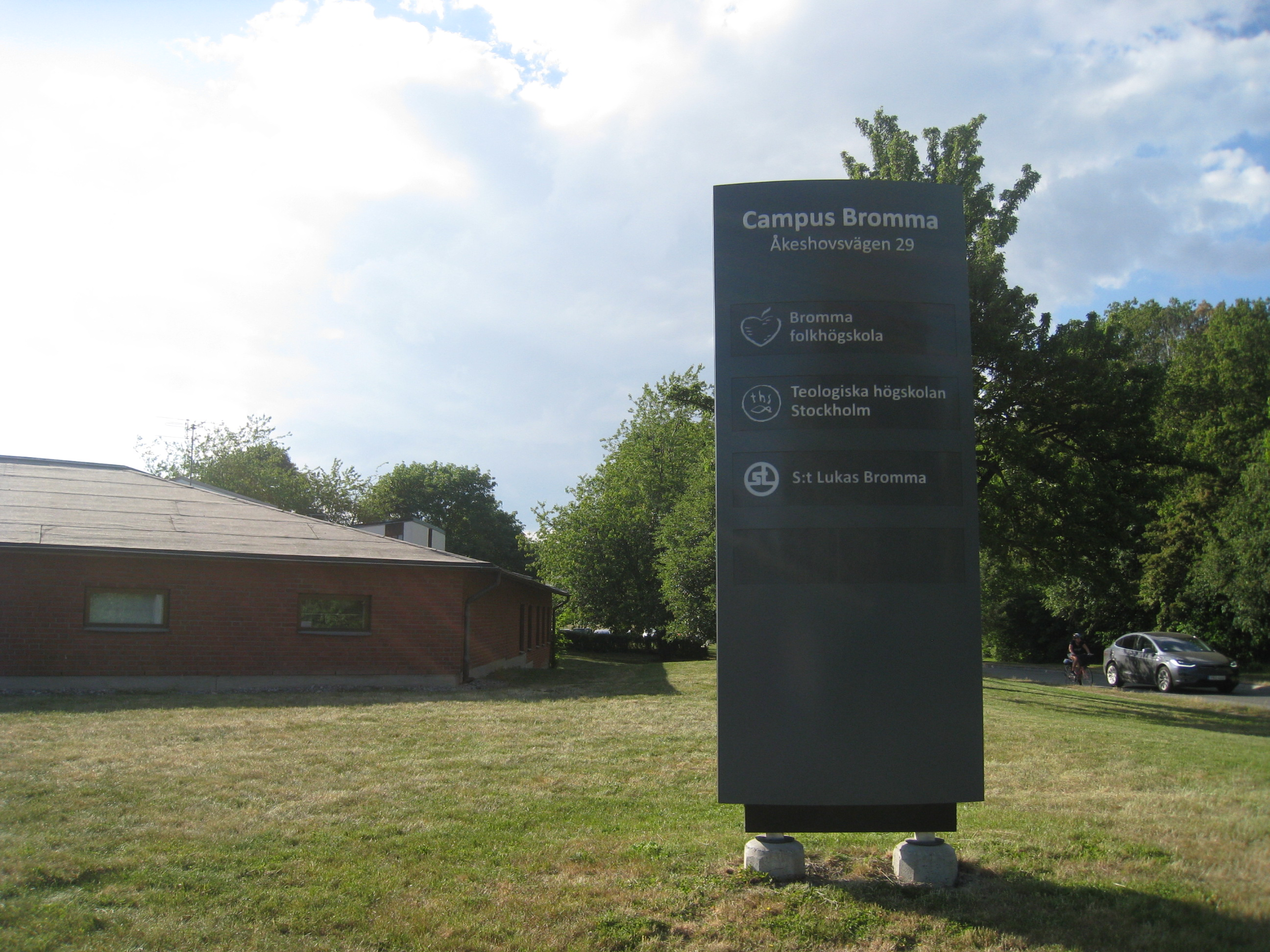
Skylt vid entrén till Campus Bromma.

## Tomträttsinnehavare
Byggnaderna på Campus Bromma i Nockebyhov ägs gemensamt av Teologiska högskolan Stockholm (THS) och Bromma folkhögskola. Huvudman för de båda utbildningarna är Equmeniakyrkan och innehavare av tomträtten för Campus Bromma är från 2014 det gemensamma bolaget Campus Bromma AB. Arealen är 15.404 kvadratmeter. Tomten avstyckades 1963 från Åkeshov 1:1. Genom området skär en luftburen kraftledning. Tomten var tidigare ett fält beläget på gammal sjöbotten med lerjord. På alla bygglovsärenden rörande fastigheten stod fram till 2014 Svenska Baptistsamfundet som byggherre. Campusområde Bromma AB är nuvarande tomträttsinnehavare. De driver även skolrestaurangen, Restaurang Campus, på området. 
De nuvarande byggnaderna har fasader beklädda med mörkrött och borstat så kallat Linategel, från Lina tegelbruk. De putsade delarna består av terrasit, som är skrapad och vit. Fönstersnickerierna är vitmålade och trädetaljerna är målade ljust grå.

## Områdets byggnader
Vid Campus Bromma, som även har parkmark, har man samlat ett flertal olika byggnader. Enligt situationsplanen ingår följande byggnader:
- Skolbyggnaden, där Bromma folkhögskola har sina lokaler
- Bostadsbyggnaden
- Rektorsvillan
- Läsbyggnaden
- Musikbyggnaden
- Entrébyggnaden
- Teologiska högskolan Stockholm
- Restaurang Campus, matsalen

## Bilder från Campus Bromma

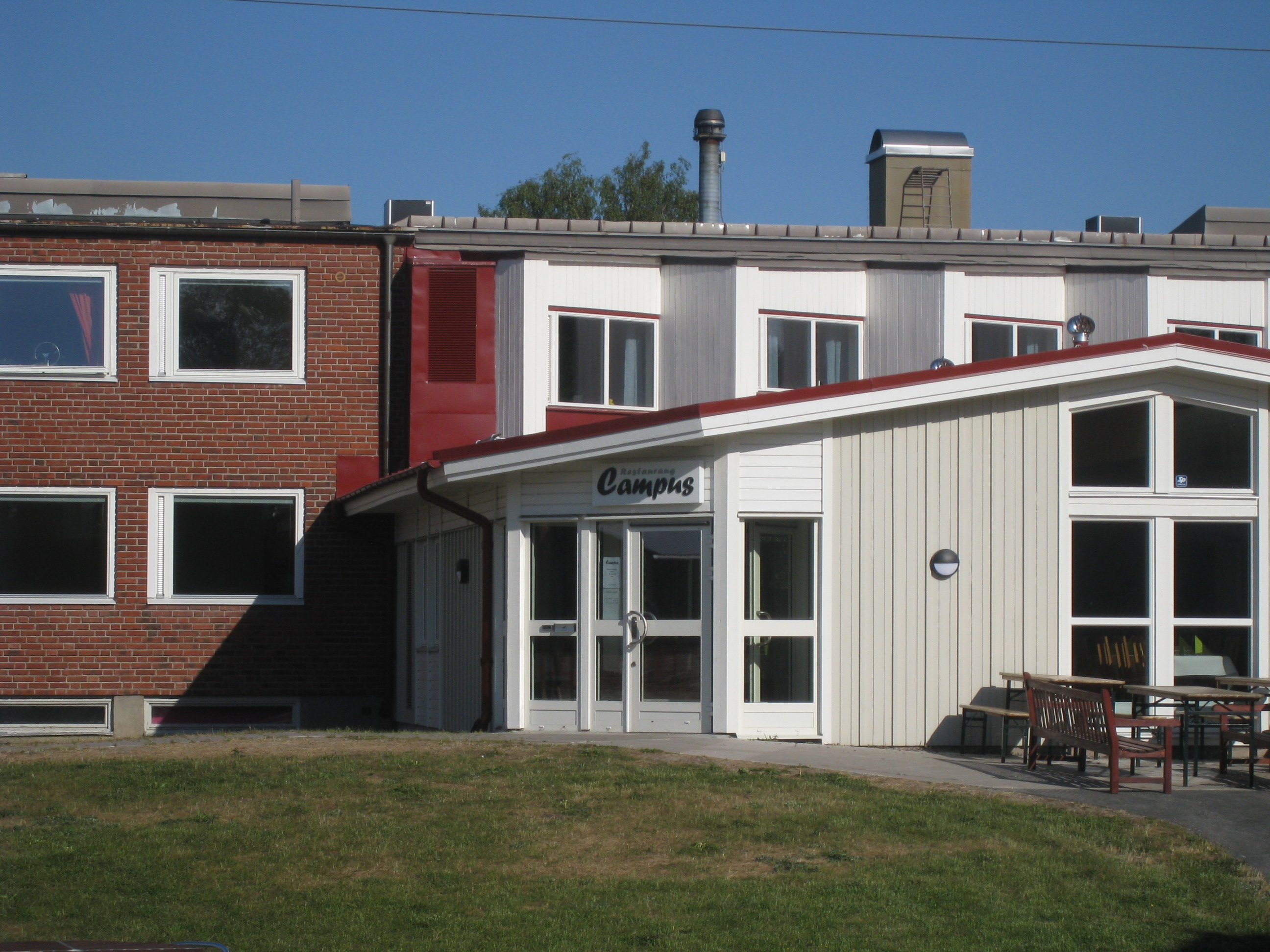
Restaurang Campus.
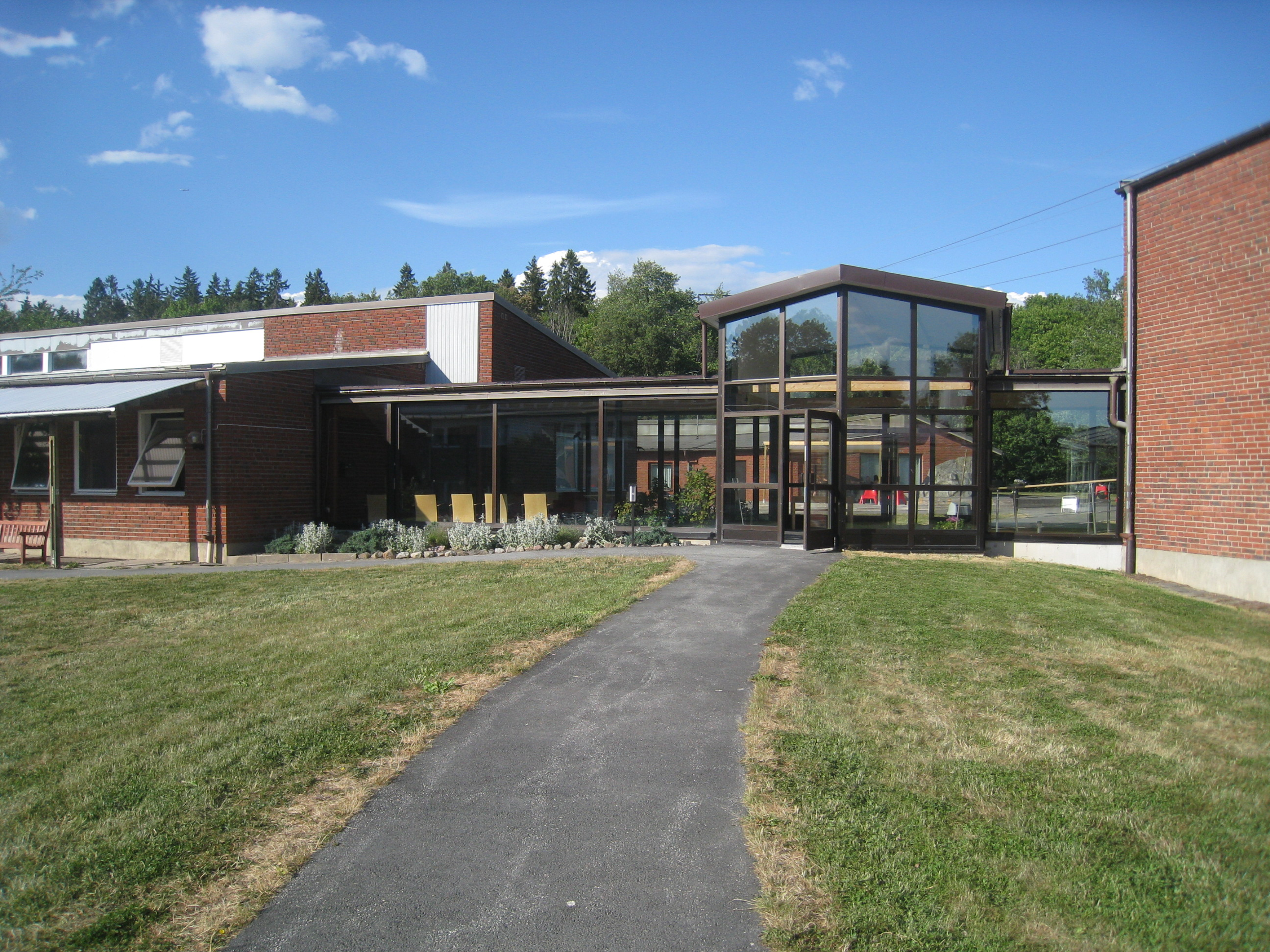
Campus Bromma, entrén mellan Skolbyggnaden till vänster och Bostadsbyggnaden till höger.
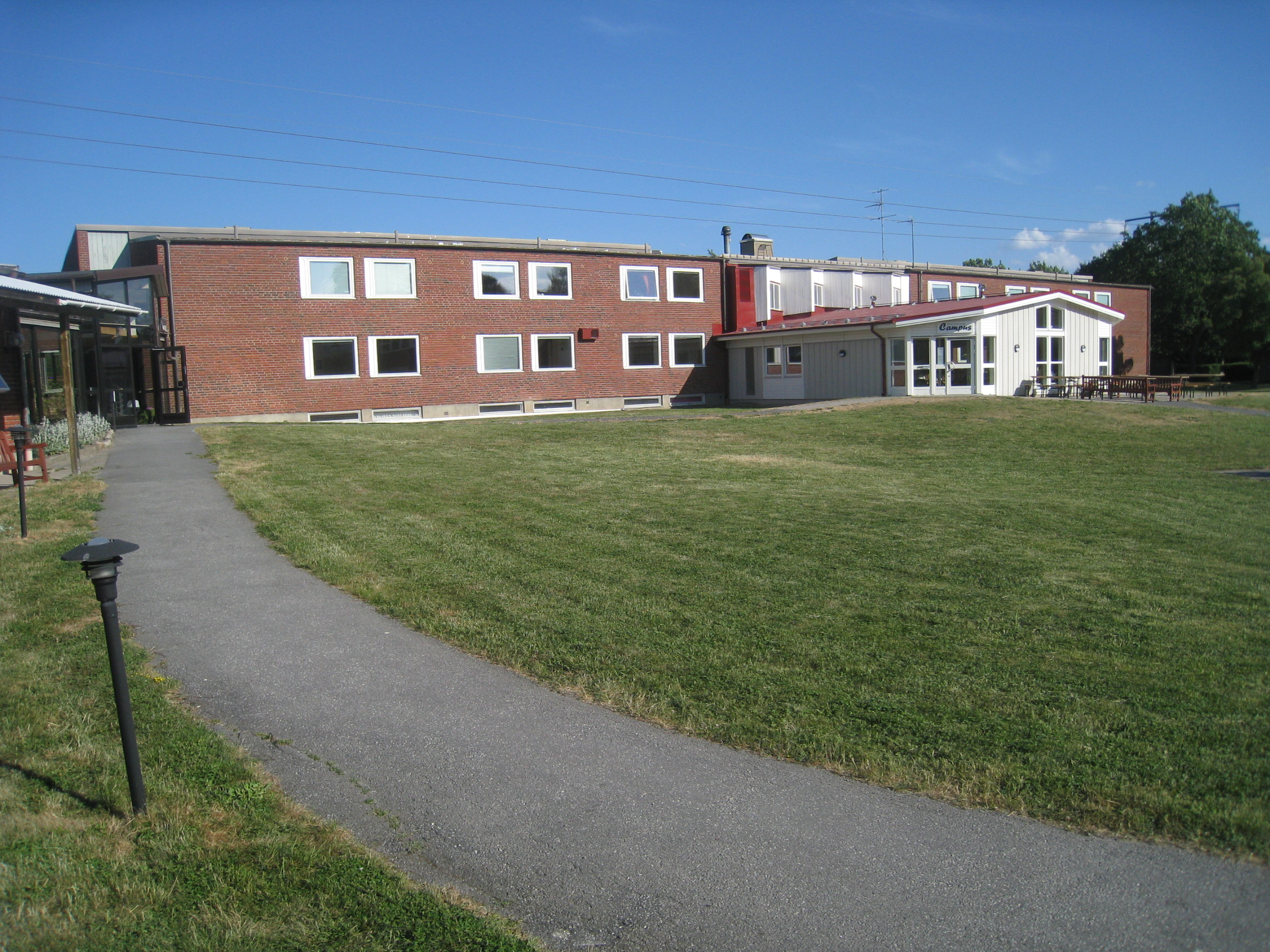
Bostadsbyggnaden och Restaurang Campus i mitten av byggnaden.
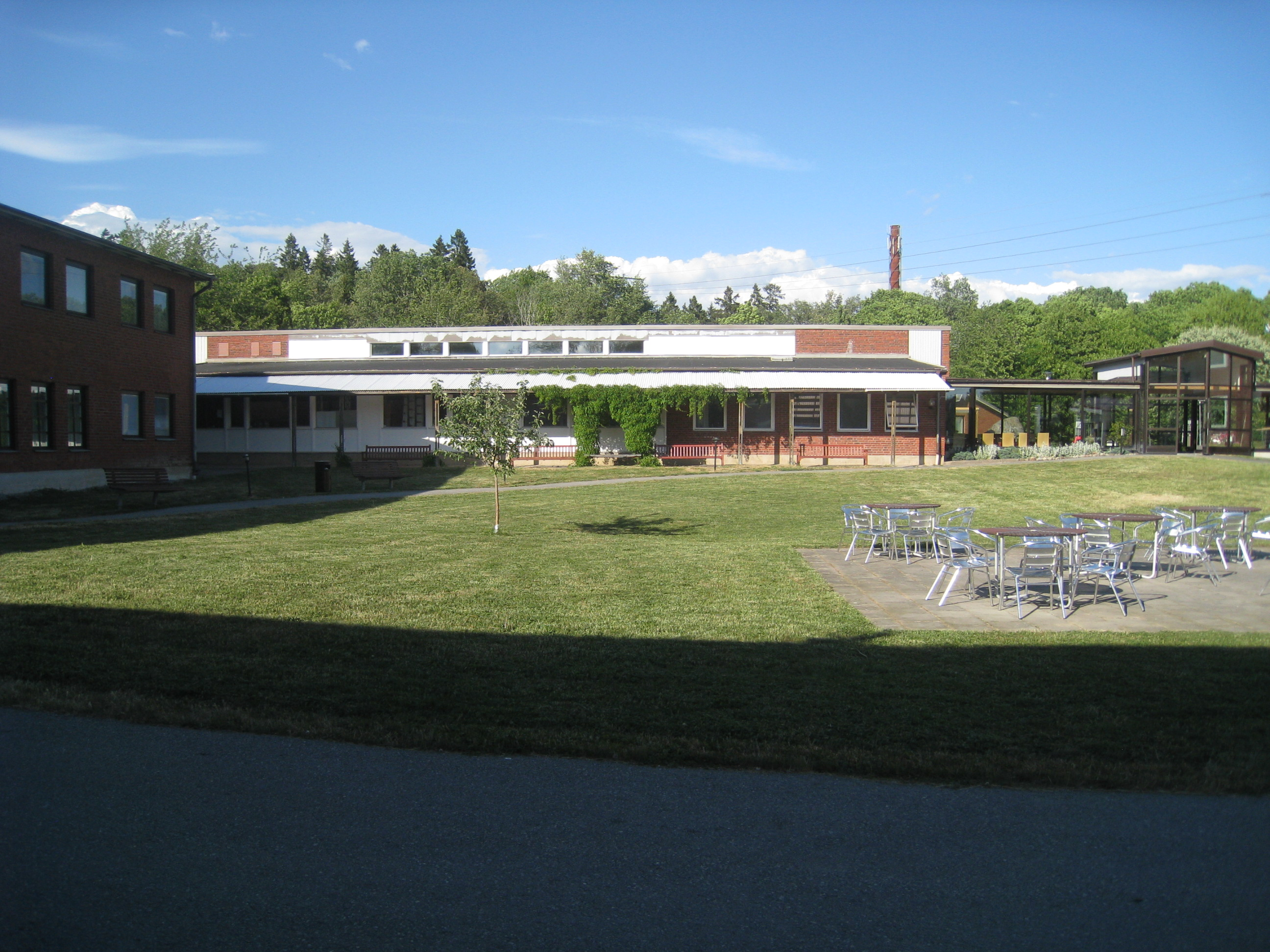
Skolbyggnaden från den inre gården.
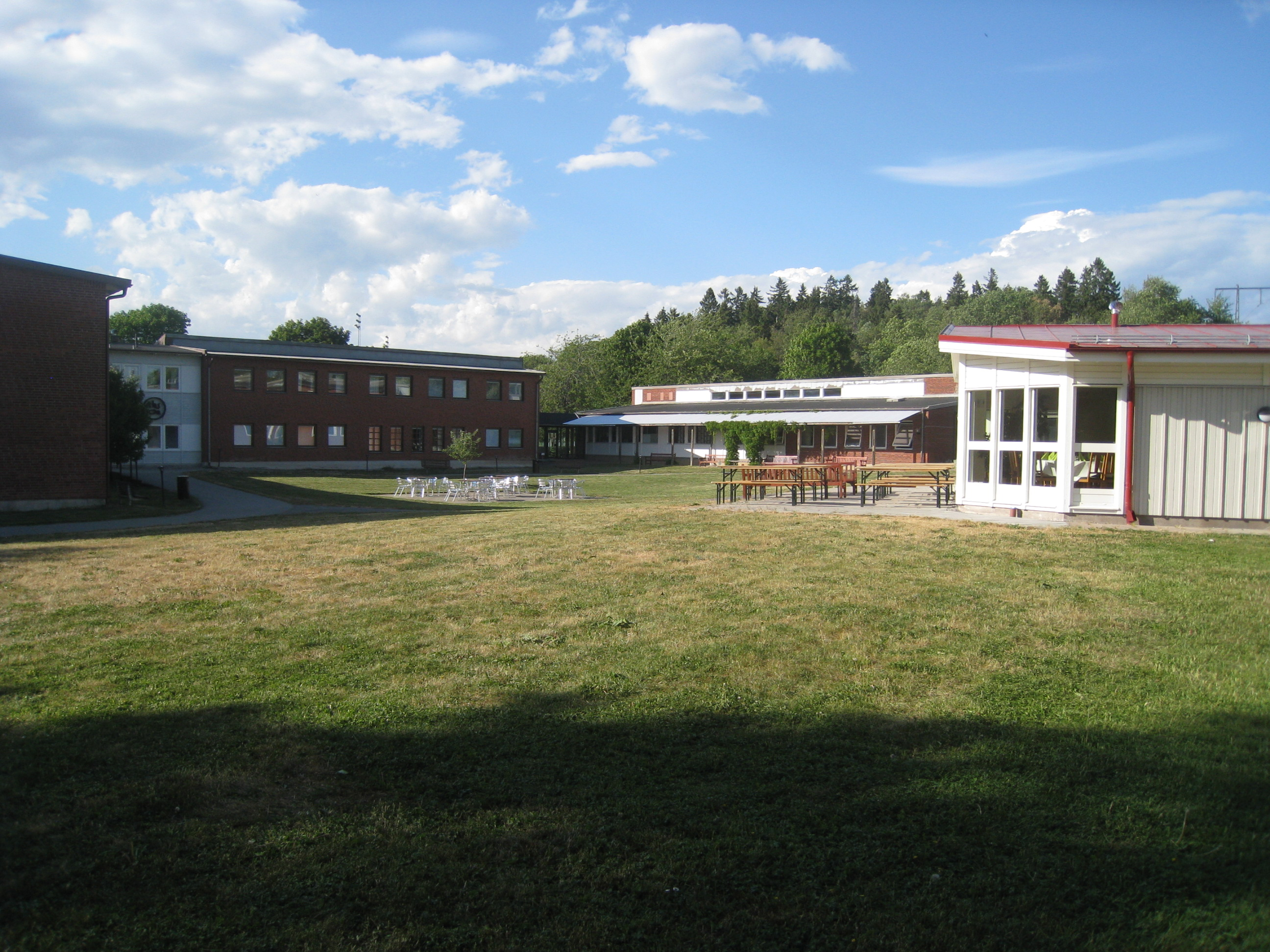
Campus Bromma med Teologiska högskolan Stockholm till vänster och Restaurang Campus till höger.
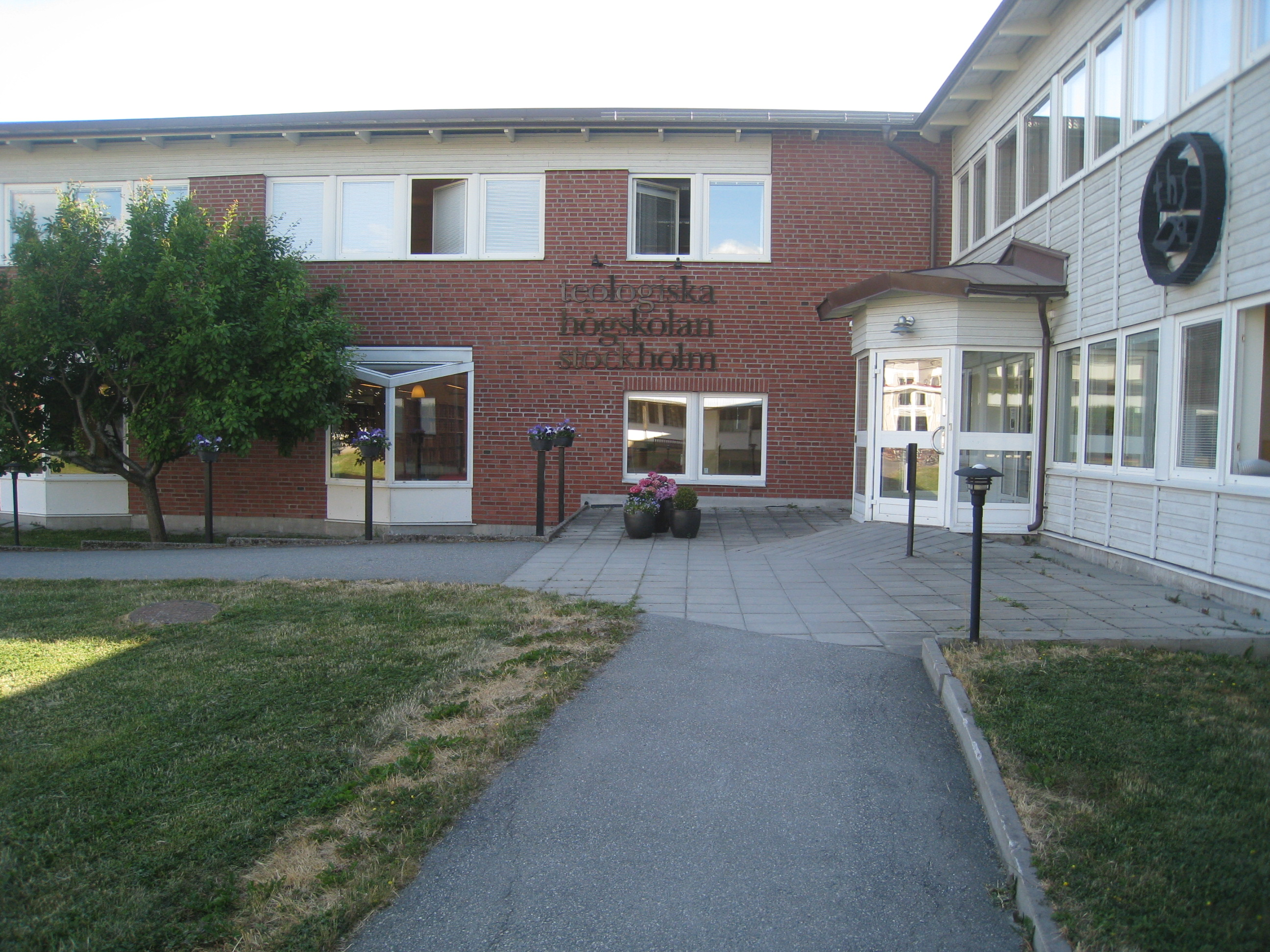
Teologiska högskolan Stockholm med huvudentrén sett från inre gården.
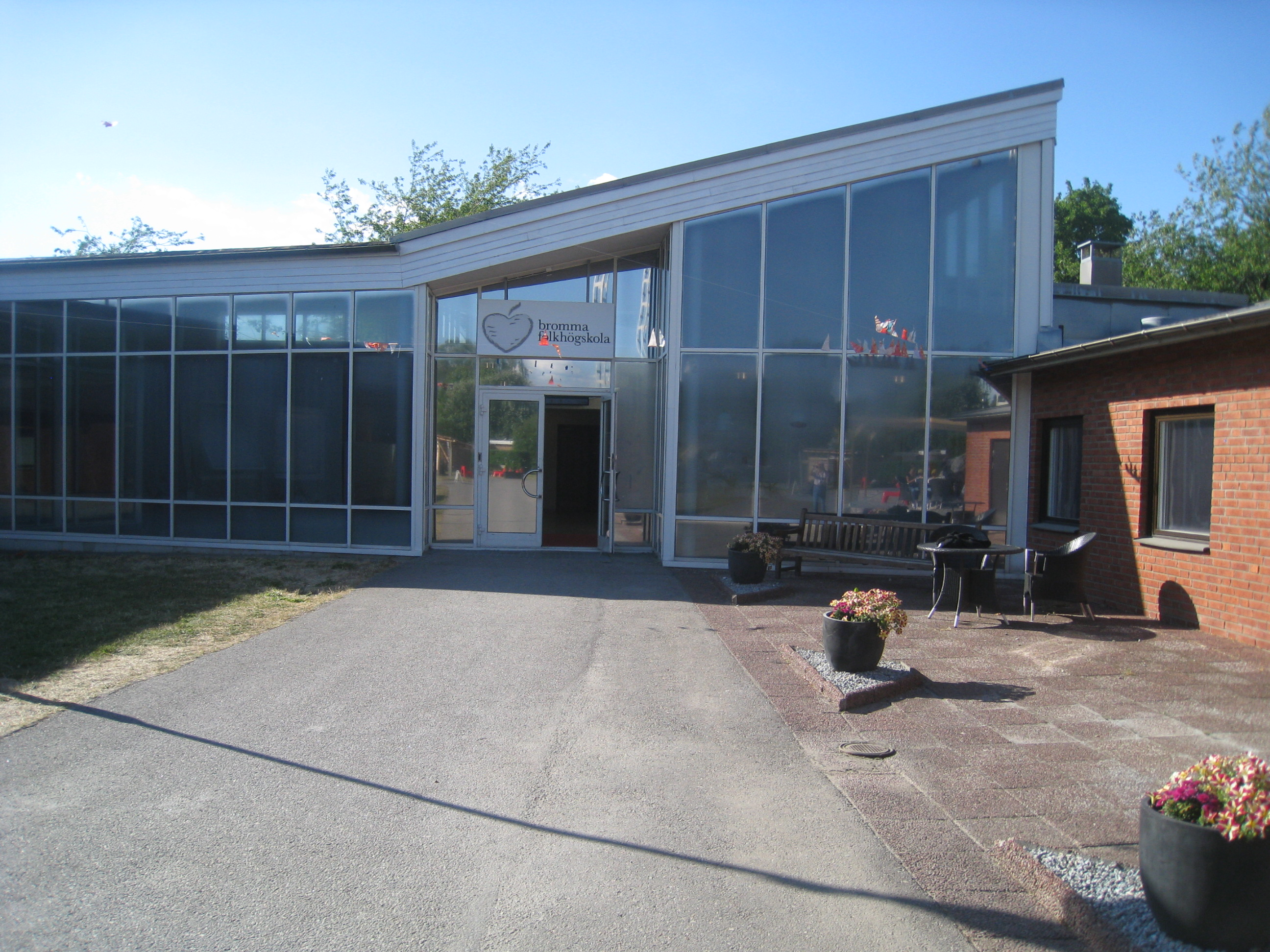
Bromma folkhögskola, huvudentrén.

## Verksamheten inom området

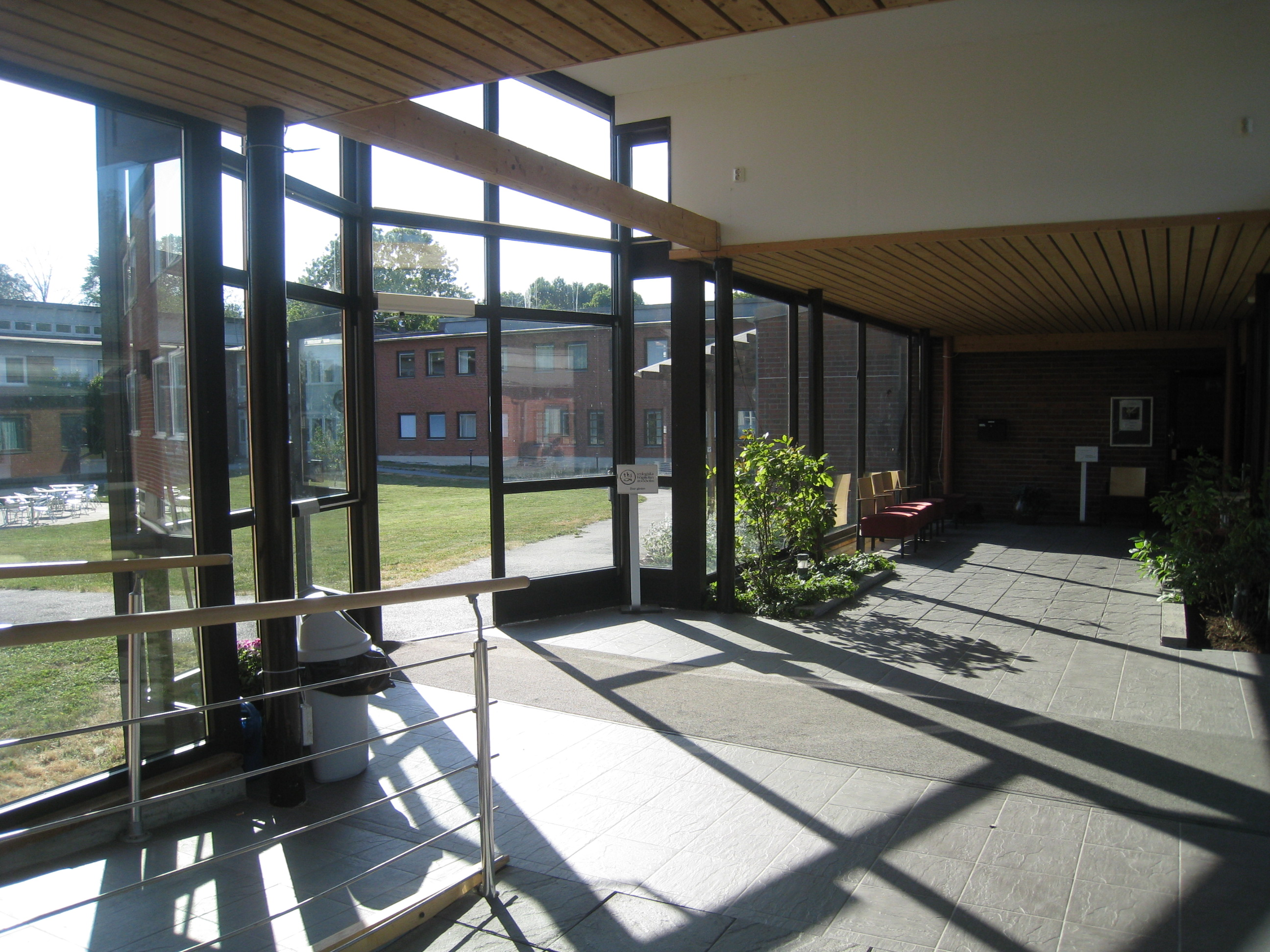
Interiör från portalen till den inre gården vid Enskilda högskolan Stockholm.

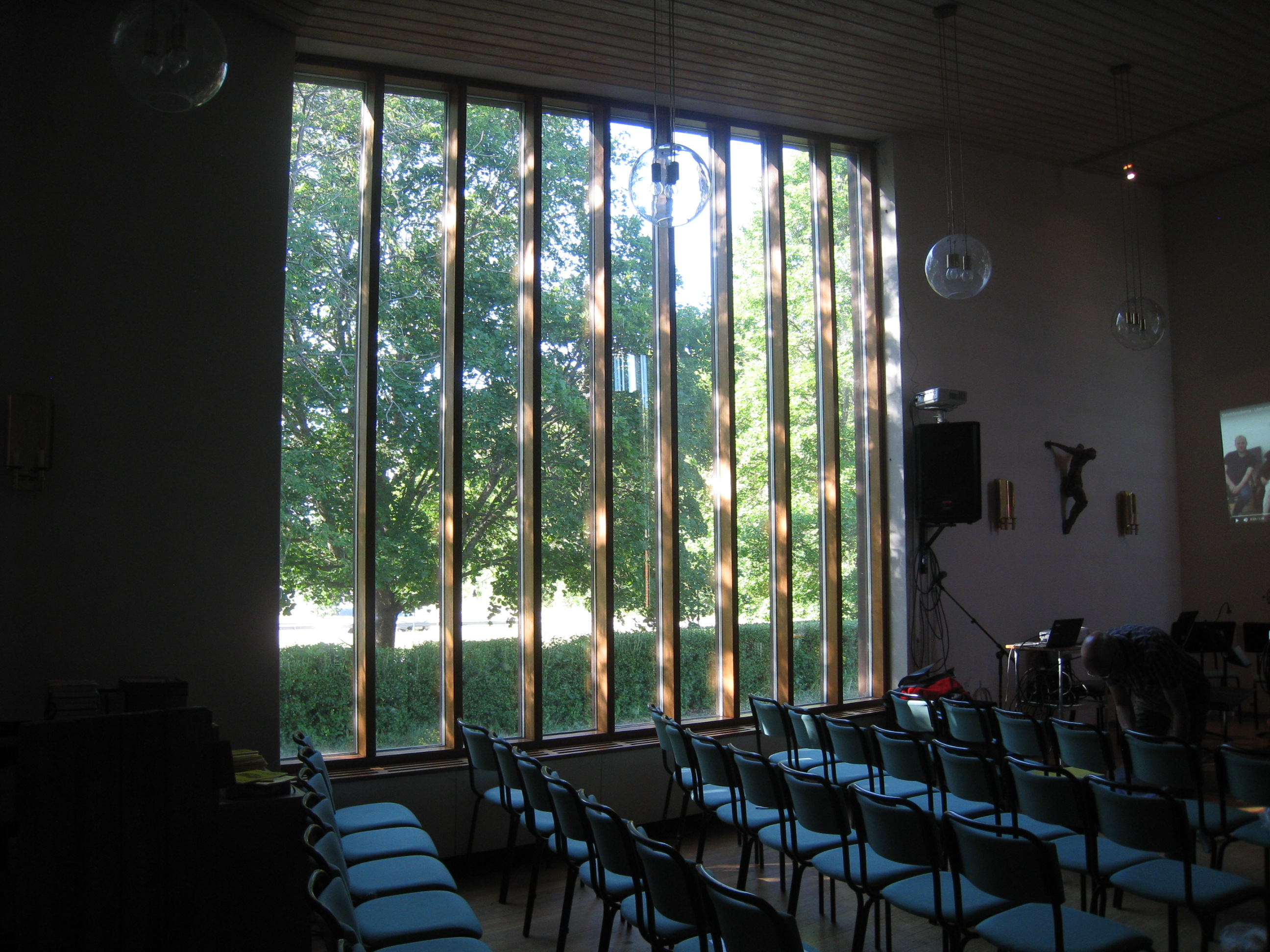
Interiör från Kapellet vid Bromma folkhögskola.

- Enskilda högskolan Stockholm bildades 1993 som Teologiska högskolan Stockholm, en sammanslagning av Betelseminariet i Bromma, som var Baptistsamfundets seminarium för utbildning av pastorer, och Teologiska Seminariet på Lidingö som var Missionskyrkans motsvarighet. Högskolan har således sin grund i de tre samfundens pastorsutbildningar.

Lokalerna för Enskilda högskolan Stockholm finns i en vinkelbyggnad, som är i två våningar, och ligger i campusområdets nordvästra del. Man passerar först genom entréportalen i glasgången mellan Skol- och Bostadsbyggnaderna för att nå denna byggnad och sedan går man över en öppen gård. Denna del av huset är en utvidgning av Betelseminariets Läsbyggnad, som stod klar i början av 1980-talet.
Nuvarande byggnad invigdes 2002. I byggnaden, som är öppen och ljus, finns lektionssalar, grupprum, arbetsrum och uppehållsrum med pentry samt förråd och andaktsrum. I bottenvåningen finns ett stort bibliotek med studieplatser, datorer och tyst avdelning. På flera platser finns inbjudande läshörnor, bland annat i bibliotekets burspråk in mot gården. Textila konstverk av textilkonstnären och målaren Sten Kauppi (1922-2002) hänger på några ställen i huset.
- Bromma folkhögskola fick sitt nuvarande namn 2014. Folkhögskolan har sitt ursprung i Svenska Missionskyrkans utbildningscentrum (tidigare Lidingö folkhögskola), Lidingö folkhögskola city (filial på Kungsholmen) och Musikinstitutet Betel och Bibelinstitutet Betel eller Betel folkhögskola (tidigare namn var Betelseminariet i Bromma), som var filial till Sjöviks folkhögskola. Den 1 februari 2014 uppgick Betel folkhögskola i Bromma folkhögskola. Från 2014 samordnades all pedagogisk verksamhet på Campus Bromma under namnet Bromma folkhögskola. Skolan har ett internat med 38 bäddar. Folkhögskolan förfogar över ungefär hälften av byggnaderna på campusområdet.
- Skolbyggnaden, bostadsbyggnaden och rektorsbostaden var de tre första byggnaderna på platsen för Bromma Campus; de invigdes 1966 av Betelseminariet. Bostadsbyggnaden är i två plan. Den innehåller lektionssalar, den så kallade Lärarkorridoren med pentry och matrum och den gemensamma Restaurang Campus. Bostadsbyggnaden innehåller även internat med 17 st enkelrum och en liten tvårumslägenhet på det övre planet. I källarplanet finns förråd, ett motionsrum samt ett bönerum, främst iordningställt med tanke på de muslimska trosutövarna. Skolan förfogar även över drygt 20 st rum i Studenthemmet Tempus, som ligger vid Åkeshovs tunnelbanestation, som ligger i närheten. Ett av de tre först uppförda husen var Rektorsbostaden, även kallad Rektorsvillan. Rektorsbostaden iordningställdes för uthyrning till Equmeniakyrkan Region Stockholm, som flyttade sitt kontor hit.
- Musikbyggnaden och Läsbyggnaden för administrationen tillkom i början av 1980-talet. Musikbyggnaden har bland annat studio med inspelningsmöjligheter.
- Skol- och musikbyggnaderna byggdes samman med en entrébyggnad under 1990-talets första år. En entrébyggnad från 1990-talets början med huvudingången, lokalen Akvariet samt musikrummet Berwald sammanbinder de sistnämnda delarna. Skolbyggnaden innehåller Kapellet, som i början kallades Högtidssalen och kan förstora sin yta genom en vikvägg mot intilliggande lektionssal. Även Ljushallen finns här. Det är ett uppehållsrum för samvaro. Ateljéer och lokaler för teater och samfundens arkiv finns i källarplanet. Skolbyggnadens administrativa delar och ett antal klassrum sammanbinds med bostadsbyggnaden i två våningsplan genom en glasgång, där THS har en huvudportal.
- Läsbyggnaden inkorporerades i en ny byggnad 2002 och blev lokaler för Enskilda högskolan Stockholm (EHS).
- Matsalen, som byggdes ut i Bostadsbyggnadens mitt, stod klar 2014.

## Källa
- Kerstin Cunelius, Campusområde Bromma, Brommaboken 2018, sidorna 69-79.